# Formula V8 3.5
La Formula V8 3.5 (dal 2017 formalmente World Series Formula V8 3.5) è stata un campionato motoristico, precedentemente noto come Formula Renault 3.5 Series, dedicato a monoposto a ruote scoperte, la cui prima edizione si tenne nel 2005 e l'ultima nel 2017. Essa è nata a seguito della fusione della Formula Renault V6 Eurocup con la World Series by Nissan.
La prima edizione del campionato venne vinta dal pilota polacco Robert Kubica, poi impiegato anche in F1, mentre il titolo tra le scuderie fu conquistato dal team spagnolo Epsilon Euskadi.
Il campionato impiegava vetture Dallara e gomme Michelin, spinte da un motore Renault e dopo l'abbandono di quest'ultima casa dalla Zytek.

## Storia

### La nascita
La serie trova le sue radici nell'evoluzione del Campionato spagnolo di Formula Renault, disputato tra il 1991 e il 1997. Nel 1998 venne creata la Open Formula by Nissan, con gare basate, per lo più, in Spagna, ma con un appuntamento anche sul Circuito di Donington. L'organizzazione spettò alla RPM Comunicacion, fondata da Jaime Alguersuari Tortajada. La serie mutò spesso il suo nome ufficiale, a seguito della modifica dello sponsor principale, ma ad essa si fece generalmente riferimento come "Formula Nissan". La categoria si poneva come passaggio tra i vari campionati di Formula 3 e la Formula 3000.
Col tempo la categoria aumentò il suo profilo internazionale, grazie a un sempre più elevato numero di gare corse al di fuori della Spagna.
Nel frattempo, nel 2003, la Renault aveva istituito il campionato Formula Renault V6 Eurocup, quale supporto dei Super Racing Weekends, composti anche da gare del Campionato Europeo Turismo e del Campionato FIA GT.

### La fusione con la Renault V6 Eurocup
Nel 2005 la casa transalpina decise di abbandonare tale format, per creare la World Series by Renault, che ricomprese anche la  Formula Renault 3.5, nata dalla fusione della Formula Nissan con la Renault Eurocup V6. A fianco di tale categoria vennero create anche due serie di supporto: la Formula Renault 2.0 Eurocup e il Trofeo Eurocup Mégane.

### Gli ultimi anni come Formula V8 3.5 e il debutto come campionato italiano
L'impegno della Renault terminò alla fine della stagione 2015, a seguito anche dell'interessamento della Renault per il nuovo campionato di Formula 2. La Renault prosegue, invece, nel sostegno nella World Series by Renault che prevede i campionati Renault Sport Trophy e la Formula Renault 2.0 Eurocup.
Il campionato passò così interamente nelle mani della RPM, che lo ribattezzò Formula V8 3.5. La RPM trovò il supporto del Dentsu Aegis Network, compagnia pubblicitaria, con sede a Londra, ma di proprietà giapponese. Gli organizzatori riuscirono a confermare le partnership tecniche con la Michelin e la Gisbon, oltre che a mantenere la fornitura dei ricambi dalla Renault. Il calendario venne stilato sulla base di un accordo per sei di weekend di gare comuni con la GTS Sport, che organizza i campionati Euroformula Open e GT Open, oltre altri tre eventi, con la stessa Renault, con la  Blacpain Series e la Formula 3 FIA.
Dalla stagione 2017 la Federazione Internazionale dell'Automobile concede al campionato la denominazione di World Series Formula V8 3.5, diventando così l'unica serie per monoposto, a cui viene garantito l'uso del nome World, stante le gare previste al di fuori d'Europa.
Il 17 novembre 2017 l'organizzazione annuncia sul proprio sito che la serie non verrà disputata nel 2018 a causa del basso numero di iscritti della stagione 2017, anche se non viene preclusa la possibilità di un rilancio in un futuro prossimo. Attualmente la categoria sopravvive tuttora grazie all'istituzione di un campionato italiano disputato con le stesse vetture, la cui prima edizione è stata disputata da Marzo a Settembre del 2018.

## Aspetti tecnici

### La vettura

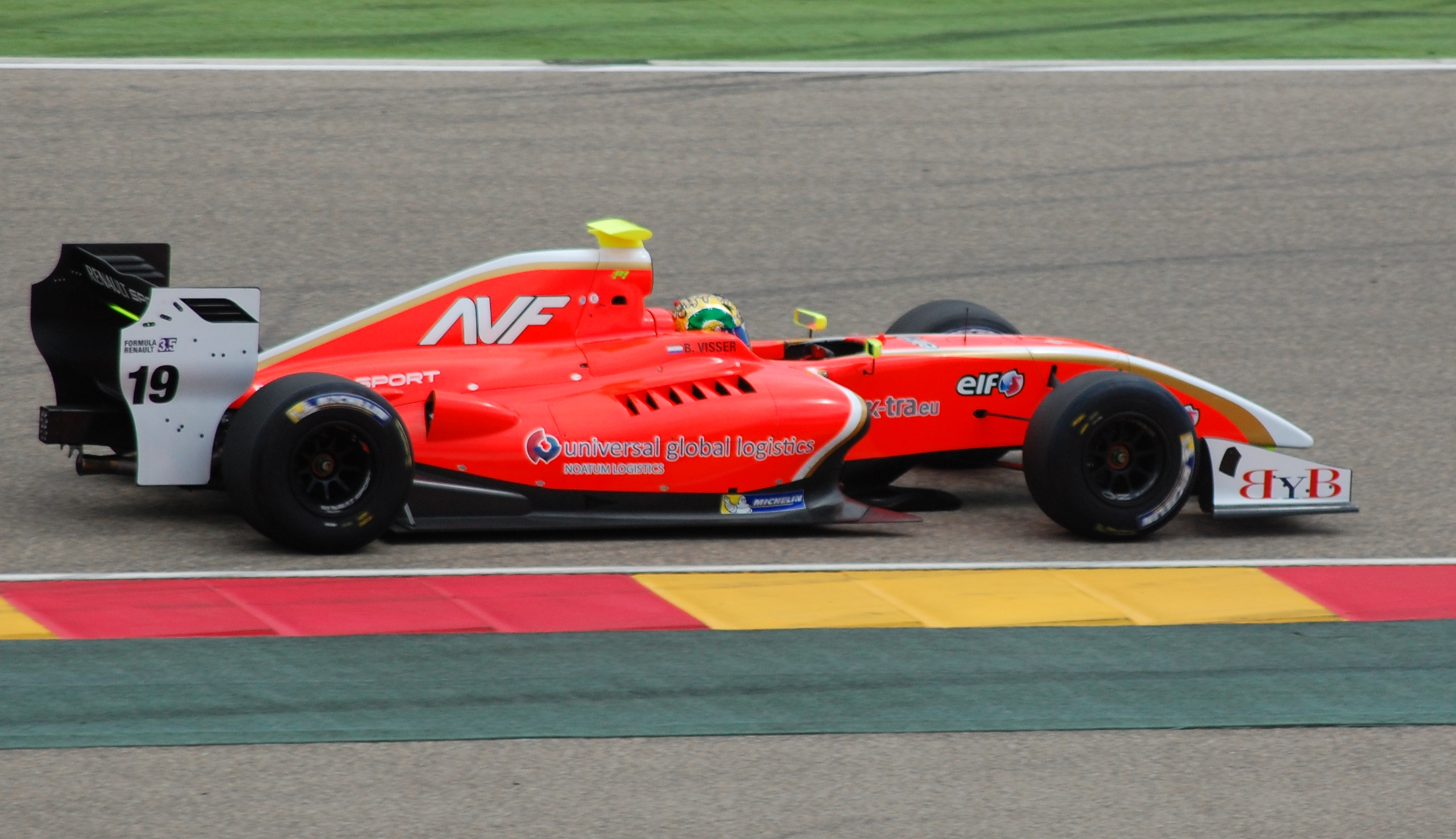
Beitske Visser alla guida di una Dallara T12, nel 2014.

Dal 2002 la Formula Nissan passò all'utilizzo di un  modello, costruito dalla Dallara, spinto da un motore costruito dalla Nissan, il VQ30.
Con la nascita della Formula Renault 3.5 il modello venne confermato, ma venne potenziato il propulsore, ora ribattezzato col nome della casa transalpina.
Per il periodo 2008-2011 la Dallara costruì un nuovo modello, sempre spinto dal motore da 3500 cc a V6 Nissan VQ35, con una potenza di 480 cv, limitato a 9500 giri minuto.

### Specifiche tecniche
- Motore: Renault Type V4Y RS, 60° V6, 3498 cc, 530 hp - dal 2012 Zytek ZRS03 V8, 3396 cc, 530 hp
- Telaio: Dallara T02/T05/T08/T12. Monoscocca in fibra di carbonio, carrozzeria in carbonio.
- Lunghezza: 5070 mm
- Larghezza: 1930 mm (72.8") massimo
- Passo: 3000–3125 mm
- Carreggiata: 1579 mm (anteriore) e 1536 mm (posteriore)
- Peso minimo: 616 kg
- Capienza serbatoio: 110 litri
- Sospensioni anteriori e posteriori con barra di torsione, push-rod, doppio ammortizzatore
- Telemetria e volante
- Cambio sequenziale, sei marce
- Ruote: pezzo di magnesio con dado centrale, 10 x 13 (anteriore) e 13 x 13 (posteriore)
- Gomme: Michelin da asciutto e da bagnato, 24 x 57 x 13 (anteriori) e 31 x 60 x 13 (posteriori)

## Vincitori
| Anno | Classifica piloti   | Classifica team           |
| ---- | ------------------- | ------------------------- |
| 2005 | Robert Kubica       | Epsilon Euskadi           |
| 2006 | Alx Danielsson      | Interwetten.com           |
| 2007 | Álvaro Parente      | Tech 1 Racing             |
| 2008 | Giedo van der Garde | Tech 1 Racing             |
| 2009 | Bertrand Baguette   | International DracoRacing |
| 2010 | Michail Alëšin      | Tech 1 Racing             |
| 2011 | Robert Wickens      | Carlin                    |
| 2012 | Robin Frijns        | Tech 1 Racing             |
| 2013 | Kevin Magnussen     | DAMS                      |
| 2014 | Carlos Sainz Jr.    | DAMS                      |
| 2015 | Oliver Rowland      | Fortec Motorsports        |
| 2016 | Tom Dillmann        | Arden Motorsport          |
| 2017 | Pietro Fittipaldi   | Lotus                     |